# Deutz OMZ 122 R
Die Deutz OMZ 122 R ist eine Diesellokomotive, die zwischen 1932 und 1942 von Humboldt-Deutz in Köln in 176 Exemplaren gebaut wurde. Sie war für den Einsatz im Rangierdienst vorgesehen; ihre Achsfolge ist B.
Die Loks wurden vornehmlich von Industriebetrieben für ihre Werksbahnen beschafft. Dafür wurde die Konstruktion so einfach wie möglich gestaltet und die Loks möglichst wartungsarm gebaut. Da sehr geringe Geschwindigkeiten gefahren wurden, sind die Loks nur mit einem einfachen Schaltgetriebe und ohne Druckluftbremse ausgestattet. Ein Radsatz wird direkt angetrieben, der zweite über Kuppelstangen mitgenommen.
Die Typenreihe Deutz OMZ 122 R mit 176 gefertigten Exemplaren war die mit den größten Verkaufszahlen der Deutz-Reihe OM.
Die Bezeichnung der Lokomotive leitet sich aus der Motorbezeichnung ab: OMZ 122R bedeuten: Motorreihe O = Zweitakt-Dieselmotor Reihe O, M = wassergekühlt, Z = Zweizylindermotor, 1 = Entwicklungsstufe 1 des Motors, 22 = Kolbenhub des Motors in cm, R = regelspurige Rangierlok. Die Lokomotiven waren für den Betrieb auf den Spurweiten zwischen 900 und 1.676 mm lieferbar.

## Weitere Versionen

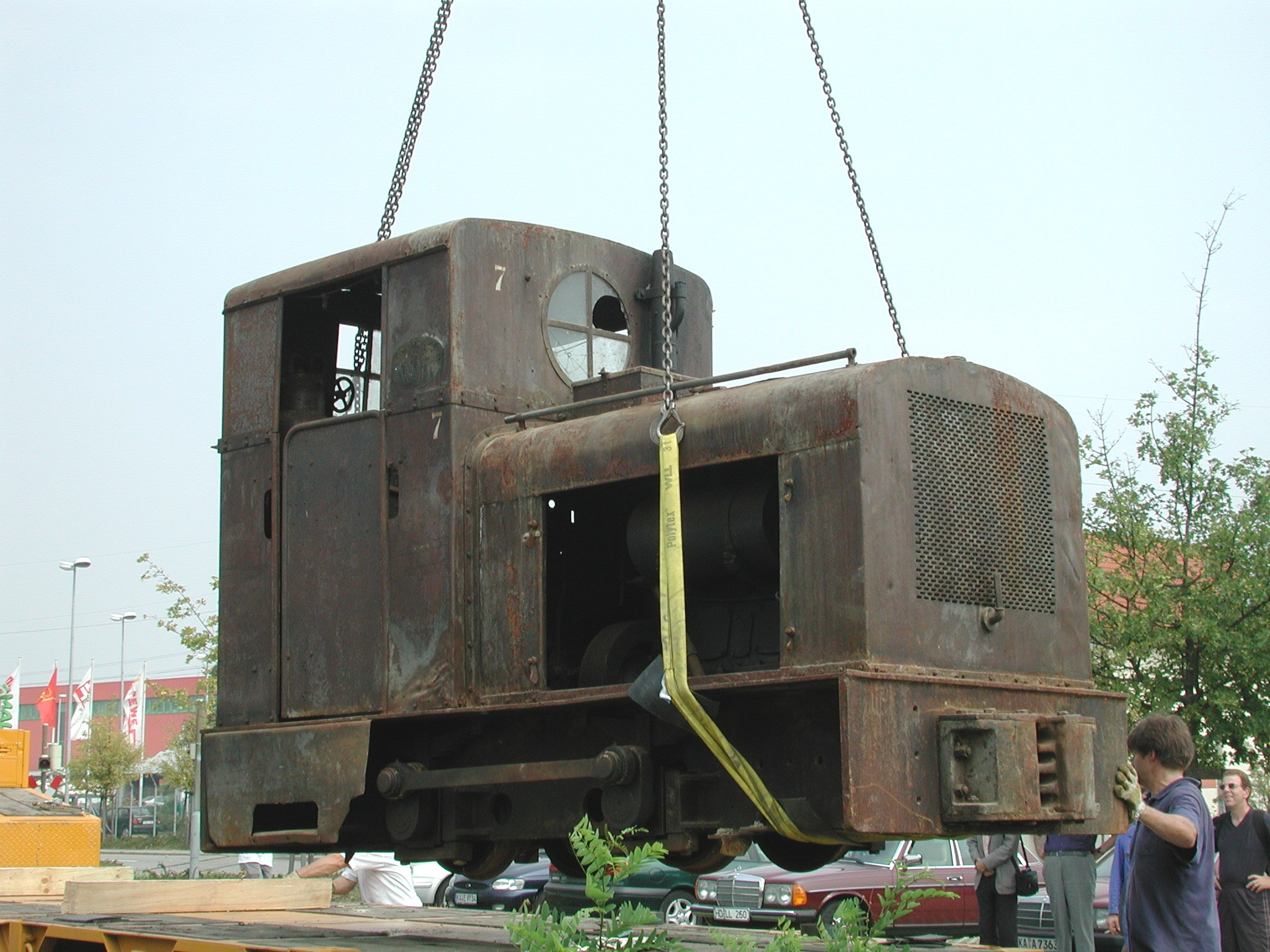
OMZ F (Bj. 1935) für Spurweite 600 mm, Nr. 7 der Porphierwerke Dossenheim, heute Feldbahn- und Industriemuseum Wiesloch

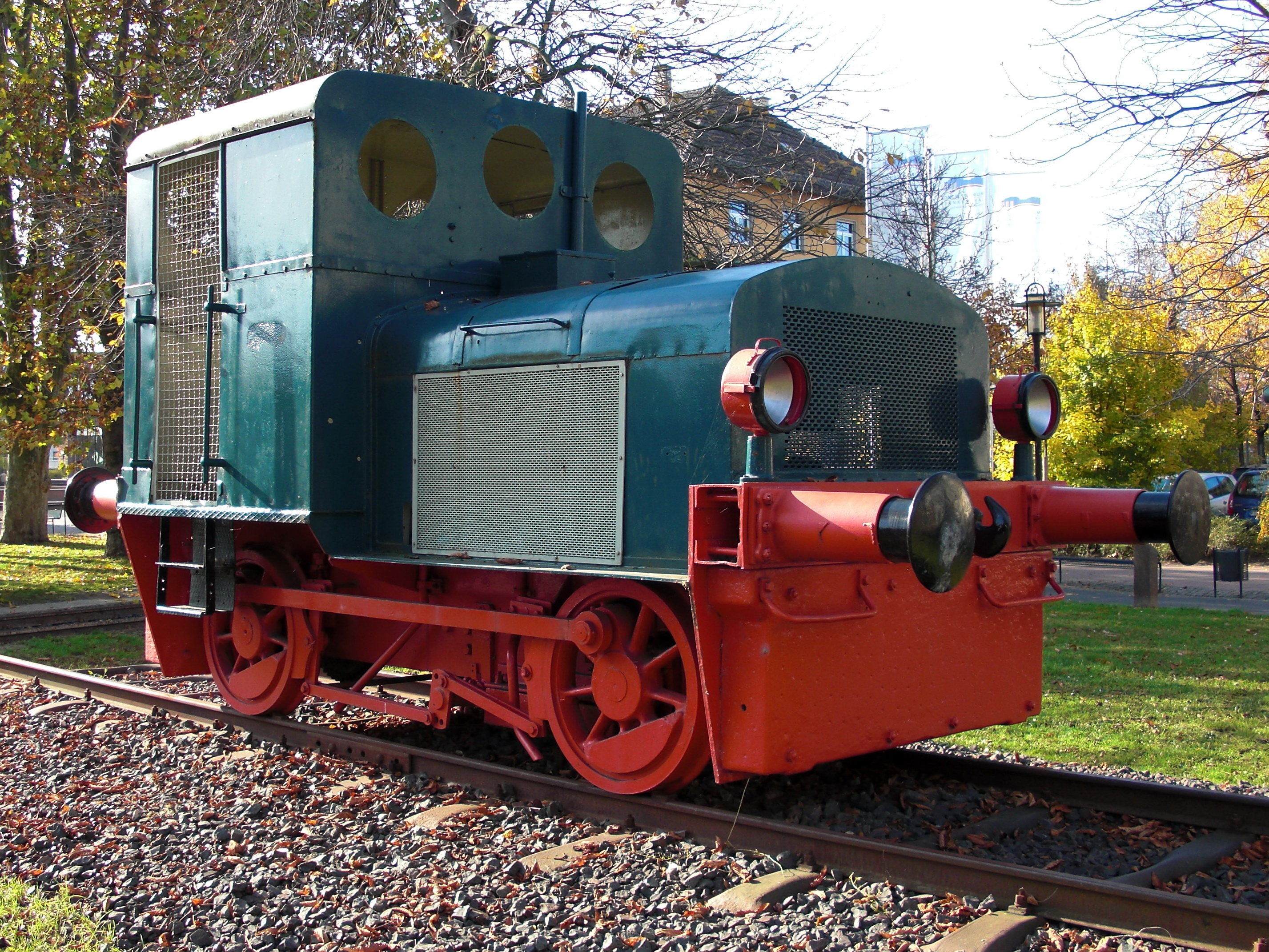
OMZ 122 R (Bj. 1934) in Frankenthal (Pfalz)

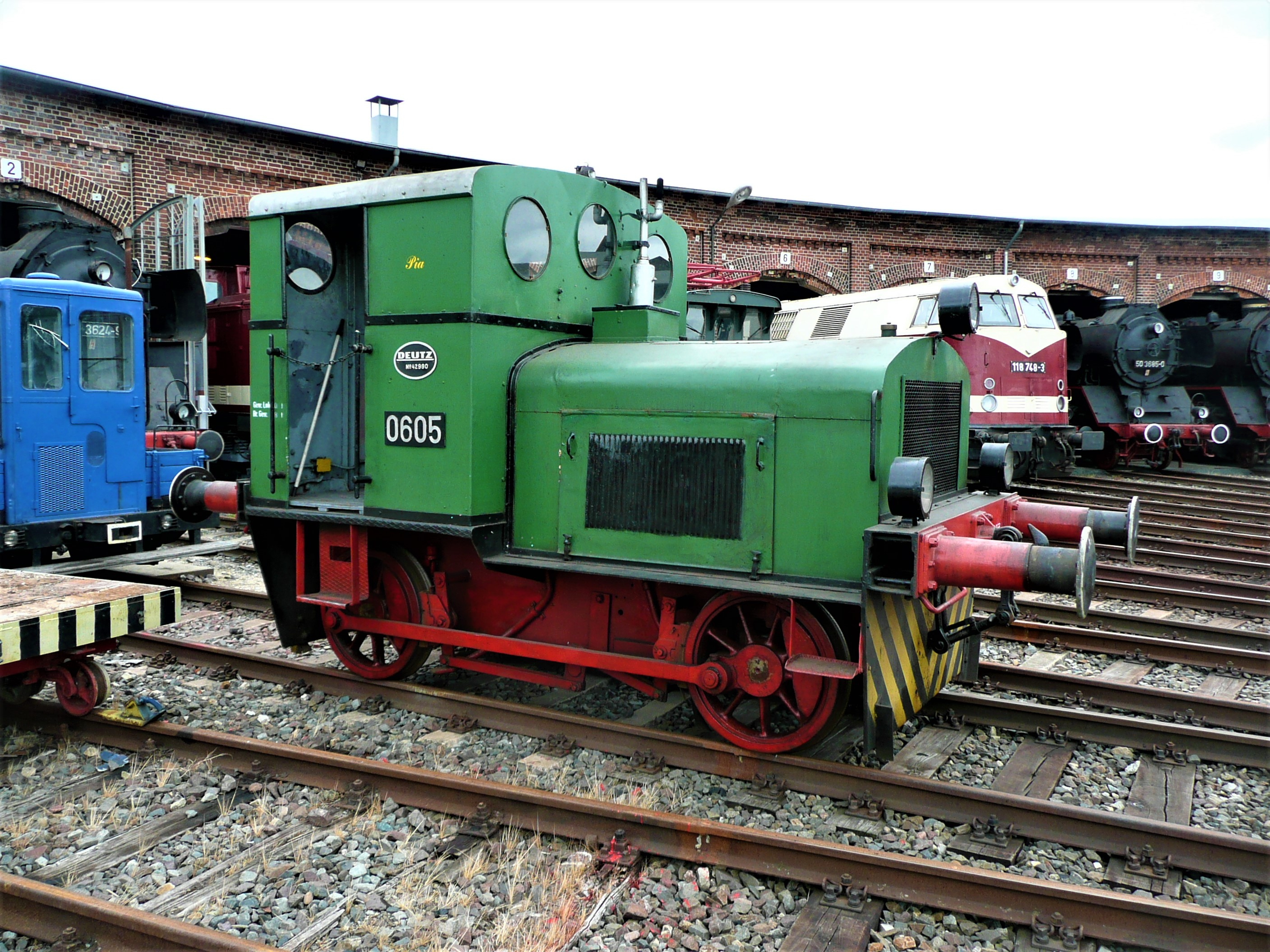
OMZ 122 R im Historischen Lokschuppen Wittenberge

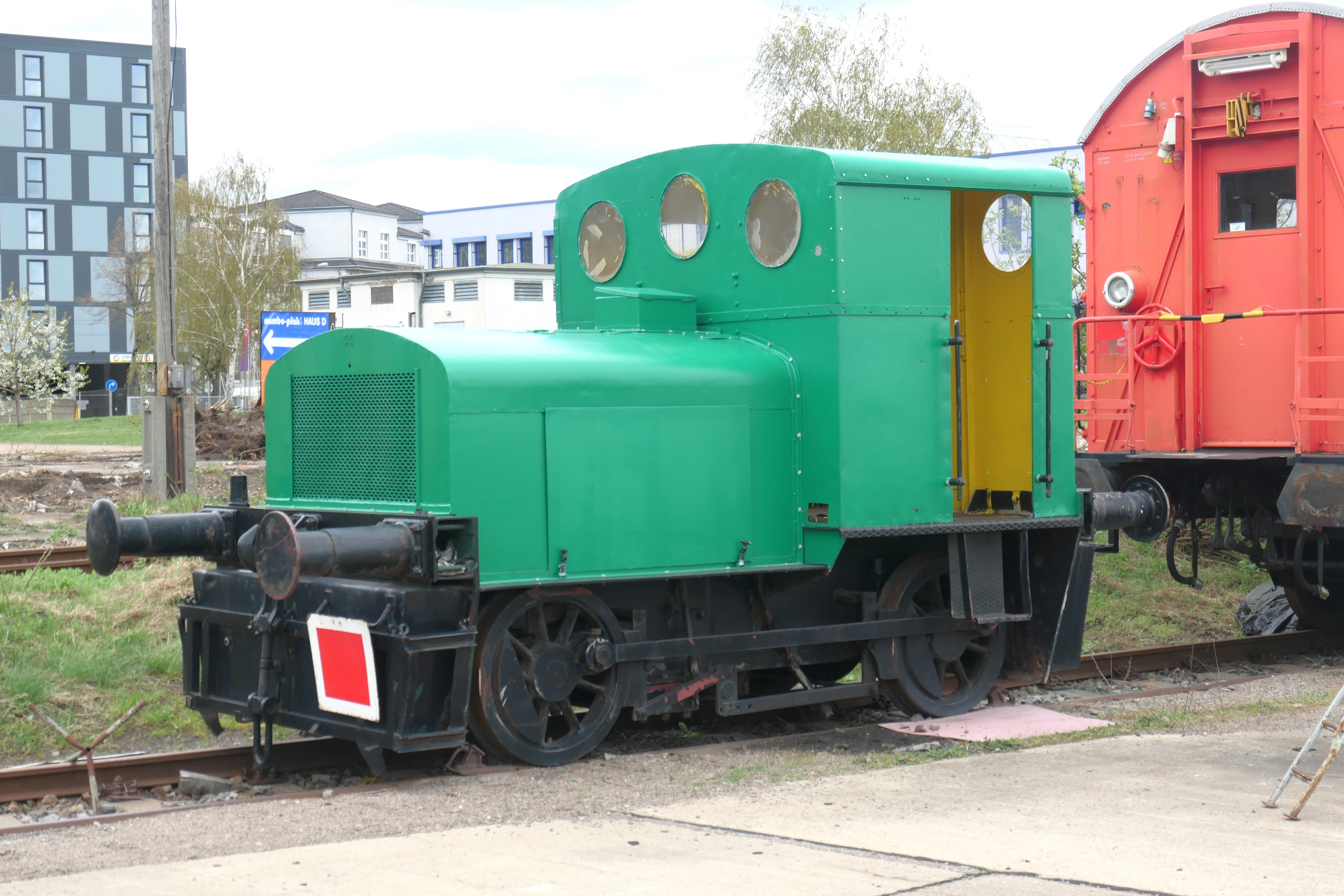
Erhaltene Deutz OMZ 122 R Fabriknummer 46452 2024 im ehemaligen Bahnbetriebswerk Dresden-Friedrichstadt

Die OMZ 122 gehört zur sogenannten OM-Baureihe von Deutz, die zahlreiche Versionen mit verschiedenen Motorisierungen für unterschiedliche Spurweiten umfasste. So gab es eine Version als OMZ 122 F (F für Feldbahn) für die Spurweite von 600 mm mit einem 36 PS Rohölmotor und einem Gesamtgewicht von 7,8 t. Sie ist 3800 mm lang, 1600 mm breit und 2600 mm hoch. Ihr Radstand beträgt 1150 mm. Ihre Höchstgeschwindigkeit beträgt 17,5 km/h. Gestartet wird der Motor mit Pressluft. Außerdem sind 2 Lokomotiven bekannt, die in der Meterspur gefertigt wurden. Diese beiden Fahrzeuge sind heute erhalten (2020).

## Technik
Die Lokomotiven besitzen einen Vorbau für die Maschinenanlage und ein Führerhaus, ähnlich der DR-Kleinlokomotive Leistungsgruppe I (Kö). Die halbrunde Form des Vorbaues und die drei runden Führerhausfenster vorne und hinten sind Merkmale von Deutz-Lokomotiven.
Die Maschinenanlage ist ein Zweizylinder-Zweitakt-Dieselmotor mit stehenden Zylindern, der über eine Lamellenkupplung ein Vierganggetriebe mit Wendegetriebe antrieb. Die Antriebsachse wird vom Getriebeausgang über eine Kette angetrieben, der Antrieb der anderen Achse erfolgt über eine Kuppelstange. Durch diese Konstruktionsform konnte Platz gespart werden, zudem erhöht sich die Laufruhe gegenüber Fahrzeugen mit Blindwelle.
Über einen Winkelhebel in etwa der Lokmitte wurden beide Bremsklötze der Lok jeweils innen abgebremst.

## Einsatz

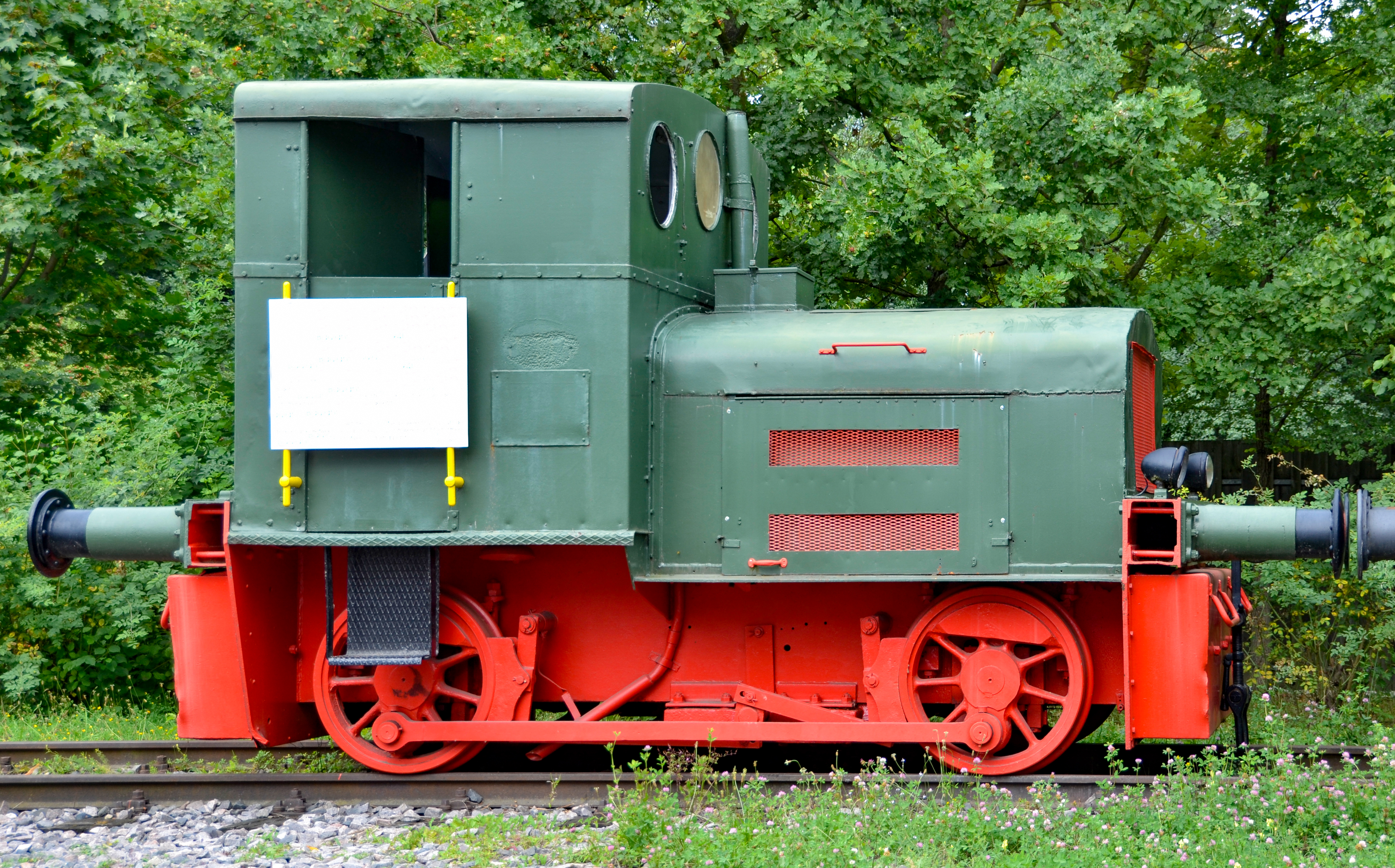
Deutz OMZ 122 R im Technik-Museum Sinsheim

Der Einsatz der Lokomotiven war der leichte Verschub. Sie konnten mit einer sehr geringen Dauergeschwindigkeit von halber Schrittgeschwindigkeit verkehren.
Es sind 30 Lokomotiven entweder als Denkmal oder in Museen erhalten:
- Lokpark Braunschweig,[4]
- Fahrzeugmuseum Marxzell,[5]
- Eisenbahnmuseum Darmstadt-Kranichstein,[6]
- Historischer Lokschuppen Wittenberge,[7]
- Initiative Sächsische Eisenbahngeschichte e.V., Dresden-Friedrichstadt,[8]
- Eisenbahnmuseum Sigmundsherberg,[9]
- Modell- und Eisenbahn-Club Selb-Rehau,[10]
- Dessauer Verkehrs- und Eisenbahngesellschaft,[11]
- Bahnmuseum Kerzers-Kallnach,[12]
- Centre Culturel Scientifique in Lothringen,[13]
- Traditionsgemeinschaft 50 3708-0 in Blankenburg (Harz),[14]
- LWL-Industriemuseum,[15]
- Binos,[16]
- Förderverein Wupperschiene,[17]
- Technik-Museum Sinsheim,[18]

### Osthannoversche Eisenbahnen DL 0605
Als Beispiel für einen Lebenslauf soll hier der der Fabriknummer 42990 bei den Osthannoverschen Eisenbahnen wiedergegeben werden.
Die Lokomotive wurde 1942 an die Rheinisch-Westfälische Wasserwerksgesellschaft ausgeliefert. 1960 wurde sie an die Osthannoverschen Eisenbahnen weitergegeben, wo sie die kleinste Lokomotive des Bestandes war. Gleich nach ihrer Übernahme wurde der Originalmotor gegen einen neuen Dreizylinder-Motor vom Typ A3L514 getauscht. Durch die luftgekühlte Ausführung konnte auf das Kühlwassersystem verzichtet werden. Das Dienstgewicht der Lok wurde daraufhin auf 10 t verringert.
Die Lokomotive versah bis 1988 den Bahnhofsverschub im Bahnhof Amelinghausen und wurde danach in Bleckede hinterstellt. Nach 1995 gelangte die Lokomotive zum ehemaligen Eisenbahnmuseum Salzwedel, wo sie im Rangierdienst verwendet wurde. Sie wurde nach Auflösung des Museum 2012 zum Historischen Lokschuppen Wittenberge überstellt.

## Erhaltene Lokomotiven Schmalspur
Das Frankfurter Feldbahn-Museum (FFM) besitzt eine Lok OMZ 122 F (V 22) mit 600 mm Spurweite, die vermutlich 1936 mit der Betriebsnummer 16373 geliefert worden ist. Ursprünglich bei Nürnberg im Einsatz, lief sie von 1955 (oder 1957) bis 1981 bei einem Kieswerk in der Nähe von Gudow. Danach kam sie zur Britzer Museumsbahn und 2009 zum FFM. Eine weitere Lok dieser Kiesbahn kam über den gleichen Weg zur Feld- und Kleinbahn Betriebsgesellschaft in Bad Malente und ist heute bei dem Feldbahnbetrieb auf der Böhmetalbahn.
Das Feldbahn- und Industriemuseum Wiesloch besitzt die Lokomotive 7 der Porphyrwerke Dossenheim, 600 mm Spurweite. 1935 gebaut.